# Mirza Khazar

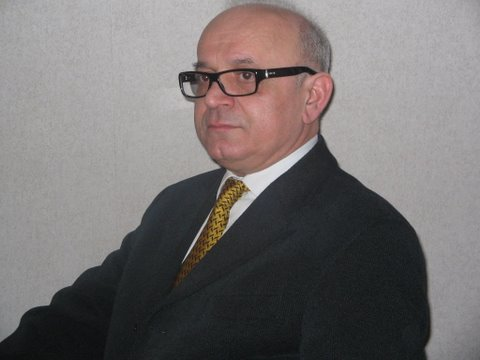
Mirza Khazar 2006

Mirza Khazar (Aserbaidschanisch: Mirzə Xəzər), auch bekannt als Mirza Michaeli, als Mirza Kerim oglu Mikayilov (Aserbaidschanisch: Mirzə Kərim oğlu Mikayılov) (* 29. Oktober 1947 in Göyçay, Aserbaidschanische SSR, UdSSR; † 31. Januar 2020 in Deutschland) war ein aserbaidschanischer Autor, Redakteur, politischer Analyst, Moderator, Radiojournalist und Herausgeber. Er war Übersetzer der Bibel. Er war bekannt für seine politischen Analyse während seiner Karriere als Radiojournalist. Er lebte zuletzt lange in München.

## Leben
Im Juli 1973 schloss Khazar sein Studium an der Juristischen Fakultät der Staatlichen Universität Aserbaidschan ab. Von August 1973 bis Januar 1974 arbeitete er als Rechtsanwalt in Sumgait. Im Juni 1974 emigrierte er nach Israel und besuchte Juralehrgänge in Tel-Aviv. Von Juni 1975 bis Januar 1976 diente Mirza Khazar bei den Israelischen Verteidigungsstreitkräften.
Von August 1976 bis Oktober 1985 arbeitete Khazar als stellvertretender Chefredakteur des aserbaidschanischen Service des Radio Free Europe/Radio Liberty in München. Im Oktober 1985 wurde er eingeladen, in Washington, D.C. Chefredakteur des aserbaidschanischen Service des Radios Voice of America zu werden. Im Februar 1987 kehrte er nach München zurück, um den aserbaidschanischen Service im Radio Free Europe/Radio Liberty zu leiten und arbeitete dort bis September 2003. Im Januar 2004 gründete er die Zeitung “Mirza Khazars Stimme” (Mirzə Xəzərin Səsi) in Baku. Khazar betreibt die Online-Zeitung „Mirza Khazars Stimme“ derzeit in drei Sprachen: Aserbaidschanisch, Englisch und Russisch. In den Monaten September bis Oktober des Jahres 2005 hostete Mirza Khazar „Azadlig TV“ (Freiheitsfernsehen), die erste unabhängige Station, die aus dem Ausland nach Aserbaidschan sendet. Ende 2005 brachte er das Internet-Radio “Mirza Khazars Stimme” auf den Markt. Rundfunkhörer können vorab aufgenommene Audiodateien anhören. Er verfasste Artikel zur politischen und ökonomischen Situation in Aserbaidschan und anderen ehemaligen Sowjet-Ländern, welche in der Türkei, Tschechien und anderen Ländern veröffentlicht wurden. Die Aufstellung der Volksfront in Aserbaidschan (28. Dezember 1998) war die erste Forschungsarbeit über die Versuche lokaler Intellektueller und Patrioten, eine national-demokratische Bewegung in Aserbaidschan ins Leben zu rufen. Die Aserbaidschanische Volksfront wurde offiziell 1989 gegründet. Im August 1989 veröffentlichte er „Die Birlik-Gesellschaft in der aserbaidschanischen demokratischen Bewegung“.

## Bibelübersetzung
In den Jahren von 1975 bis 1984 wurde er vom Institut für Bibelübersetzung (Institute for Bible Translation) in Stockholm mit der Übersetzung für das Alte und Neue Testament der Bibel beauftragt. Khazars Übersetzung des Neuen Testaments wurde 1982 vom Institut für Bibelübersetzung veröffentlicht. Die Übersetzung der gesamten Bibel begann 1975 und wurde 1984 vollendet. Die Übersetzung des Neuen Testaments, die Khazar angefertigte, wird aktuell in Aserbaidschan genutzt. Diese Übersetzung wurde in den folgenden Jahren fünfmal nachgedruckt. Das Alte Testament wurde 1984 fertig übersetzt, bisher aber noch nicht gedruckt.

## Schwarzer Januar
Am 20. Januar 1990 drang das Sowjetische Militär in Baku, der Hauptstadt Aserbaidschans, ein, um die nationale Bewegung hier zu unterdrücken. Bis zu 200 Menschen starben während der Razzia. Vor der Invasion gelang es den Sowjets, alle Bemühungen zu unterdrücken, die Nachrichten aus Aserbaidschan in der lokalen Bevölkerung und der internationalen Gemeinschaft zu verbreiten. Der Energiezentrale des lokalen Fernsehens wurde in die Luft gejagt, Printmedien verboten. Khazar und seinem Team vom Radio Free Europe/Radio Liberty gelang es, über mehrere Tage als einzige Nachrichtenquelle tägliche Berichte aus Baku an Aserbaidschaner inner- und außerhalb des Landes zu senden. Seine markante Stimme und sein Name sind den meisten Aserbaidschanern in und außerhalb von Aserbaidschan bekannt.

## Auszeichnungen
Khazars Name wurde in das Buch „100 große Aserbaidschaner“ aufgenommen, zusammengestellt von dem prominenten aserbaidschanischen Forscher und Schriftsteller Alisa Nijat, publiziert 1999 in Baku. 1990 verlieh die Volksfront Aserbaidschans Mirza Khazar den Mammed-Amin-Rasulzade-Preis für seine wichtige Rolle in der national-demokratischen Bewegung in Aserbaidschan. Mammed Amin Rasulzade ist einer der Gründer der ersten unabhängigen aserbaidschanischen Republik im Jahr 1918. Sabir Rustamkhanly, ein bedeutender aserbaidschanischer Schriftsteller und Politiker, bezeichnete Mirza Khazar in seinem Interview mit der Zeitung "Cumhuriyet" im September 2003 als „ein Symbol unseres nationalen Kampfes“. Sein Name erschien in der Enzyklopädie von Bergjuden. Das Buch wurde in Israel 2006 veröffentlicht.